# 1997年イタリアグランプリ
1997年イタリアグランプリ（1997 Italian Grand Prix）は、1997年のF1世界選手権第13戦として9月7日にモンツァ・サーキットで開催された。ジャン・アレジが、F1最後のポールポジションを獲得したレースとして有名である。

## 予選

### 予選前
同年8月31日にダイアナ妃が交通事故により亡くなったことを受けて、ピットで黙祷を捧げた。

### 展開

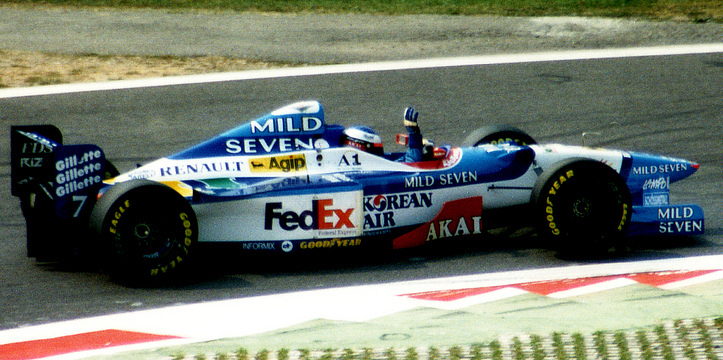
2度目のポールポジションを獲得した、ジャン・アレジ

予選ではジョーダンのジャンカルロ・フィジケラが好調な走りを序盤から見せるが、2回目のアタックで渾身の走りを見せた、ベネトンのジャン・アレジが94年の同グランプリ以来のポールポジションを獲得した。チームメートのゲルハルト・ベルガーは1コーナーでブレーキロックするなどタイムが上がらなかった。
チャンピオン争いのカギを握るウィリアムズ勢は、新型のフロントウィングが成功して2番手、4番手につけた。また、メルセデスエンジンを搭載するマクラーレンの2台は、ダウンフォースが他車より強めのセッティングながら、予選ではデビッド・クルサードが350kmを記録し速さを見せた一方で、母国グランプリのフェラーリ勢は不調で、2台は5列目に沈んだ。
また、ミナルディの片山右京はアタックに入ろうとした際に、1コーナーで突然マシンがアウト側を向く形でスピンし、ウォールにヒットしてしまい、予選を終えた。

### 結果
| 順位 | No | ドライバー                       | コンストラクター         | タイム   | 差     |
| ---- | -- | -------------------------------- | ------------------------ | -------- | ------ |
| 1    | 7  | ジャン・アレジ                   | ベネトン・ルノー         | 1:22.990 |        |
| 2    | 4  | ハインツ＝ハラルド・フレンツェン | ウィリアムズ・ルノー     | 1:23.042 | +0.052 |
| 3    | 12 | ジャンカルロ・フィジケラ         | ジョーダン・プジョー     | 1:23.066 | +0.076 |
| 4    | 3  | ジャック・ヴィルヌーヴ           | ウィリアムズ・ルノー     | 1:23.231 | +0.241 |
| 5    | 9  | ミカ・ハッキネン                 | マクラーレン・メルセデス | 1:23.340 | +0.350 |
| 6    | 10 | デビッド・クルサード             | マクラーレン・メルセデス | 1:23.347 | +0.357 |
| 7    | 8  | ゲルハルト・ベルガー             | ベネトン・ルノー         | 1:23.443 | +0.453 |
| 8    | 11 | ラルフ・シューマッハ             | ジョーダン・プジョー     | 1:23.603 | +0.613 |
| 9    | 5  | ミハエル・シューマッハ           | フェラーリ               | 1:23.624 | +0.634 |
| 10   | 6  | エディ・アーバイン               | フェラーリ               | 1:23.891 | +0.901 |
| 11   | 22 | ルーベンス・バリチェロ           | スチュワート・フォード   | 1:24.177 | +1.187 |
| 12   | 16 | ジョニー・ハーバート             | ザウバー・ペトロナス     | 1:24.242 | +1.252 |
| 13   | 23 | ヤン・マグヌッセン               | スチュワート・フォード   | 1:24.394 | +1.404 |
| 14   | 1  | デイモン・ヒル                   | アロウズ・ヤマハ         | 1:24.482 | +1.492 |
| 15   | 15 | 中野信治                         | プロスト・無限ホンダ     | 1:24.553 | +1.563 |
| 16   | 14 | ヤルノ・トゥルーリ               | プロスト・無限ホンダ     | 1:24.567 | +1.577 |
| 17   | 2  | ペドロ・ディニス                 | アロウズ・ヤマハ         | 1:24.639 | +1.649 |
| 18   | 17 | ジャンニ・モルビデリ             | ザウバー・ペトロナス     | 1:24.735 | +1.745 |
| 19   | 19 | ミカ・サロ                       | ティレル・フォード       | 1:25.693 | +2.703 |
| 20   | 18 | ヨス・フェルスタッペン           | ティレル・フォード       | 1:25.845 | +2.855 |
| 21   | 20 | 片山右京                         | ミナルディ・ハート       | 1:26.655 | +3.665 |
| 22   | 21 | タルソ・マルケス                 | ミナルディ・ハート       | 1:27.677 | +4.687 |

• 予選通過タイム 1'28.799

## 決勝

### 展開
久しぶりのポールポジションスタートで緊張気味のアレジだったが、ポールからのスタートをしっかりと決めた。3番手スタートのフィジケラは出遅れてしまったその隙に、クルサードが6番手から3番手にジャンプアップしていった。
序盤はアレジが2位以下を引き離す形でレースを引っ張る。2位のハインツ＝ハラルド・フレンツェンはアンダーステアに苦しみ、3位のクルサードに攻め立てられる展開となる。後方では、アロウズのペドロ・ディニスが4周目に早くもサスペンショントラブルを引き起こしリタイアした他、片山右京は8周目にマシンをウォールにヒットさせてしまい、ピットに戻るもののリタイアしてしまった。
しかし中盤の25周目辺りから、アレジのペースが落ち始め、2位フレンツェンと3位クルサードが追いついてきた。そして、28周目にフレンツェンが一番最初にピットインをし、32周目にアレジとクルサードが同時にピットインをした。ピット作業では、ベネトンはマクラーレンに後れを取ってしまい、クルサードが逆転でトップに立った。
クルサードはピットアウト後、ハイペースで周回するのに対して、2位アレジと3位フレンツェンはバックマーカーに引っ掛かり、ペースが上がらない。また、クルサードのチームメートのミカ・ハッキネンは、36周目にパンクしてしまい4番手の座を失った。さらに後方では、ジョーダンのラルフ・シューマッハと、ザウバーのジョニー・ハーバートが1コーナーのブレーキングポイントで接触し、アウトに弾き出されたハーバートはウォールにヒットしクラッシュ、ラルフは何とかコースに留まるものの、接触の影響で右フロントを破損してしまい、両者リタイアとなった。

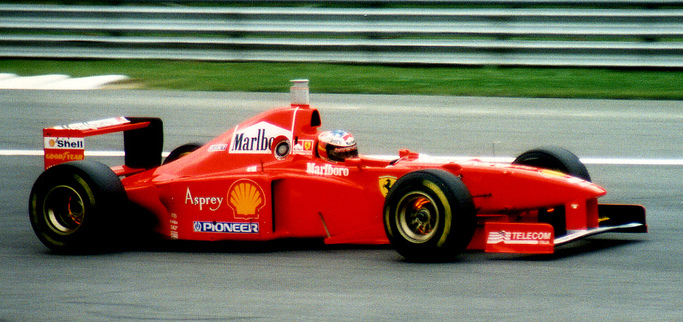
フェラーリの母国グランプリで、何とか6位入賞を果たしたミハエル・シューマッハ

レース後半は、デイモン・ヒルのエンジンブローなど、トラブルはあったものの、クルサードが安定した走りで今シーズン2勝目を飾った。ポールシッターのアレジは、今シーズン4回目の表彰台を獲得した。スタートに失敗したフィジケラは、4位まで巻き返した。チャンピオン争いを展開するウィリアムズは、フレンツェンが3位、ヴィルヌーヴが5位を獲得したのに対して、母国グランプリのフェラーリはミハエル・シューマッハの6位止まりとなり、ウィリアムズがフェラーリに1ポイント差まで追いつめてきた。
レース後、クルサードはこの勝利を、ダイアナ妃に捧げた。

### 結果
| 順位 | No | ドライバー                       | コンストラクター         | 周回数 | タイム/リタイア | グリッド | ポイント |
| ---- | -- | -------------------------------- | ------------------------ | ------ | --------------- | -------- | -------- |
| 1    | 10 | デビッド・クルサード             | マクラーレン・メルセデス | 53     | 1:17′04.609     | 6        | 10       |
| 2    | 7  | ジャン・アレジ                   | ベネトン・ルノー         | 53     | +1.937          | 1        | 6        |
| 3    | 4  | ハインツ＝ハラルド・フレンツェン | ウィリアムズ・ルノー     | 53     | +4.343          | 2        | 4        |
| 4    | 12 | ジャンカルロ・フィジケラ         | ジョーダン・プジョー     | 53     | +5.871          | 3        | 3        |
| 5    | 3  | ジャック・ヴィルヌーヴ           | ウィリアムズ・ルノー     | 53     | +6.416          | 4        | 2        |
| 6    | 5  | ミハエル・シューマッハ           | フェラーリ               | 53     | +11.481         | 9        | 1        |
| 7    | 8  | ゲルハルト・ベルガー             | ベネトン・ルノー         | 53     | +12.471         | 7        |          |
| 8    | 6  | エディ・アーバイン               | フェラーリ               | 53     | +17.639         | 10       |          |
| 9    | 9  | ミカ・ハッキネン                 | マクラーレン・メルセデス | 53     | +49.373         | 5        |          |
| 10   | 14 | ヤルノ・トゥルーリ               | プロスト・無限ホンダ     | 53     | +1:02.706       | 16       |          |
| 11   | 15 | 中野信治                         | プロスト・無限ホンダ     | 53     | +1:03.327       | 15       |          |
| 12   | 17 | ジャンニ・モルビデリ             | ザウバー・ペトロナス     | 52     | +1Lap           | 18       |          |
| 13   | 22 | ルーベンス・バリチェロ           | スチュワート・フォード   | 52     | +1Lap           | 11       |          |
| 14   | 21 | タルソ・マルケス                 | ミナルディ・ハート       | 50     | +3Lap           | 22       |          |
| Ret  | 1  | デイモン・ヒル                   | アロウズ・ヤマハ         | 46     | エンジン        | 14       |          |
| Ret  | 11 | ラルフ・シューマッハ             | ジョーダン・プジョー     | 39     | 接触            | 8        |          |
| Ret  | 16 | ジョニー・ハーバート             | ザウバー・ペトロナス     | 38     | クラッシュ      | 12       |          |
| Ret  | 19 | ミカ・サロ                       | ティレル・フォード       | 33     | エンジン        | 19       |          |
| Ret  | 23 | ヤン・マグヌッセン               | スチュワート・フォード   | 31     | クラッチ        | 13       |          |
| Ret  | 18 | ヨス・フェルスタッペン           | ティレル・フォード       | 12     | ギアボックス    | 20       |          |
| Ret  | 20 | 片山右京                         | ミナルディ・ハート       | 8      | ホイール        | 21       |          |
| Ret  | 2  | ペドロ・ディニス                 | アロウズ・ヤマハ         | 4      | サスペンション  | 17       |          |

• ファステストラップ ミカ・ハッキネン 1'24.808（49周目）
• ラップリーダー ジャン・アレジ（Lap 1-31） ミカ・ハッキネン（Lap 32-33） ミハエル・シューマッハ（Lap 34） デビッド・クルサード（Lap 35-53）

## 第13戦終了時点でのランキング
| 順位 | ドライバー                       | ポイント |
| ---- | -------------------------------- | -------- |
| 1    | ミハエル・シューマッハ           | 67       |
| 2    | ジャック・ヴィルヌーヴ           | 57       |
| 3    | ジャン・アレジ                   | 28       |
| 4    | ハインツ＝ハラルド・フレンツェン | 27       |
| 5    | デビッド・クルサード             | 24       |

| 順位 | コンストラクター         | ポイント |
| ---- | ------------------------ | -------- |
| 1    | フェラーリ               | 85       |
| 2    | ウィリアムズ・ルノー     | 84       |
| 3    | ベネトン・ルノー         | 53       |
| 4    | マクラーレン・メルセデス | 38       |
| 5    | ジョーダン・プジョー     | 28       |